# Ahmed Qoreï
Ahmed Qoreï (en arabe : أحمد قريع), connu sous son nom de guerre Abou Alaa (أبو علاء), né le 22 septembre 1937 à Abu Dis (Palestine mandataire) et mort le 22 février 2023, est un homme d'État palestinien. 
Il a été l’un des principaux négociateurs des accords de paix d’Oslo avec le gouvernement israélien. Il a occupé par deux fois la fonction de Premier ministre de l'Autorité nationale palestinienne, sous la présidence de Yasser Arafat d'octobre 2003 au 11 novembre 2004 puis de Mahmoud Abbas du 15 janvier 2005 au 19 février 2006. Il a également été chargé de la Sécurité au sein de l'Autorité palestinienne.

## Biographie
Ahmed Qoreï naît à Abu Dis (à côté de Jérusalem) le 26 mars 1937 d'une famille relativement aisée. Il rejoint en 1968 le Fatah, la plus grande des organisations politiques et militaires constituant l'Organisation de libération de la Palestine (OLP). En tant que banquier chez l'Arab Bank, il devient directeur de la branche des investissements étrangers de l'OLP dans les années 1970 et directeur général de la branche économique de l'OLP, contribuant à faire de l'OLP l'un des employeurs les plus importants du Liban avec la fondation Samed qui deviendra un empire industriel avec des dizaines d'usines et sociétés de service à travers le monde. Il suit Yasser Arafat à Tunis en 1982, à la suite du départ forcé de l'OLP du Liban. Il est élu au comité central du Fatah en août 1989.
Il a été le principal négociateur des Accords d'Oslo en tant que membre du comité central. Il occupe divers postes dans les premiers cabinets de l'Autorité palestinienne dont ceux de ministre de l'économie et du commerce et de ministre de l'industrie. Il est également responsable d'un plan de développement des territoires palestiniens soumis à la Banque mondiale en 1993. Il fonde aussi en 1993 le Conseil économique palestinien pour le développement et la reconstruction (PECDAR) pour aider à la collecte des dons internationaux. En 1996, il est élu au Conseil législatif palestinien.

### Premier ministre
Lors de son premier mandat, Ahmed Qoreï remplace à ce poste Mahmoud Abbas démissionnaire pendant la présidence de Yasser Arafat.
Lors de la présidence de Mahmoud Abbas, Ahmad Qurie a formé un nouveau cabinet le 24 février 2005, après de nombreuses révisions demandées sous la pression par des dirigeants du Fatah.
Le 26 janvier 2006, au lendemain des élections législatives palestiniennes de 2006, il déclare : « Il faut respecter le choix du peuple. Le parti qui a obtenu la majorité doit former le gouvernement. », puis démissionne de son poste de Premier ministre, annonçant le succès du mouvement islamiste Hamas dans ce scrutin.

### Mort
Ahmed Qoreï meurt le 22 février 2023.